# Adam Antoni Bełżecki
Adam Antoni Bełżecki herbu Jastrzębiec (zm. w 1719) – kasztelan bełski w 1710 roku, kasztelan przemyski w latach 1700–1710, członek konfederacji sandomierskiej 1704 roku.
Poseł sejmiku bełskiego na sejm 1683 roku, poseł sejmiku halickiego na sejm 1688 roku, sejm 1690 roku, sejm 1692/1693 roku.